# Lights of New York
Lights of New York er en amerikansk stumfilm fra 1916 af Van Dyke Brooke.

## Medvirkende
- Leah Baird som Yolande Cowles.
- Walter McGrail som Hawk Chovinski.
- Arthur Cozine som Skelly.
- Adele DeGarde som Poppy Brown.
- Leila Blow som Mrs. Cowles.